# Theo Lingen

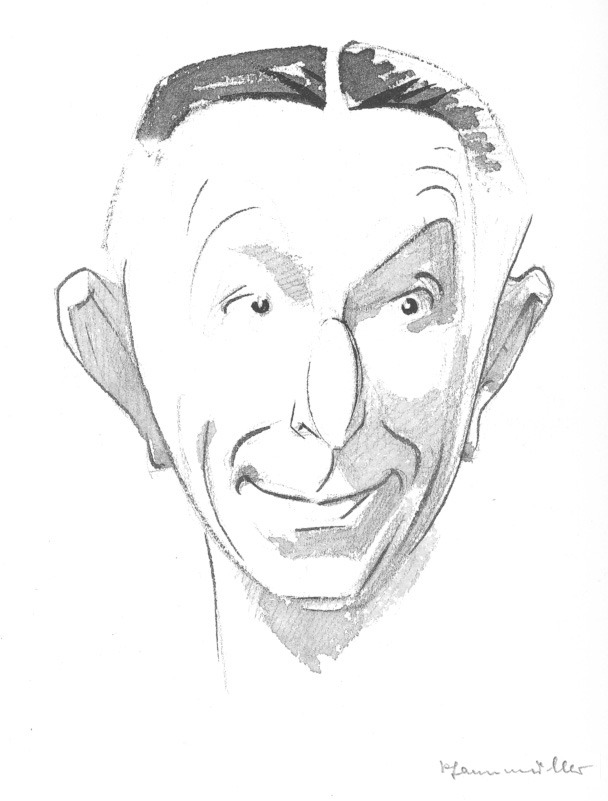
Theo Lingen, Karikatur von Hans Pfannmüller, 1976

Theo Lingen (* 10. Juni 1903 als Franz Theodor Schmitz in Hannover; † 10. November 1978 in Wien) war ein deutsch-österreichischer Schauspieler, Regisseur und Autor.

## Leben

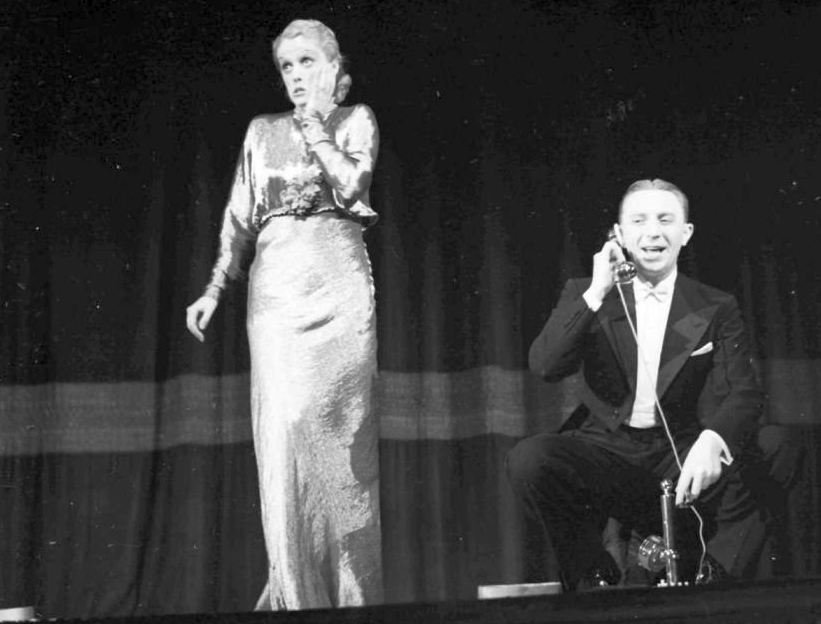
Genia Nikolajewa und Theo Lingen in der Berliner Scala (1936)

Theo Lingen wurde 1903 als Sohn des Kaufmanns und Justizrates Theodor Christoph Joseph Maria Schmitz (1861–1934) und seiner Frau Maria Magdalena Hubertina Overzier (1872–1948) in Hannover-List geboren. Da die Familie katholisch war, wurde er in der Marienkirche in der Nordstadt getauft. Er wuchs in Hannover in der Hagenstraße nahe der Innenstadt auf und besuchte bis zur Unterprima das ehemalige Königliche Goethegymnasium, das er ohne Abschluss verließ. Beim dortigen Schülertheater war eine seiner Bühnenpartnerinnen Gretha von Jeinsen, die spätere Ehefrau des Schriftstellers Ernst Jünger.
Bei Proben für eine Schulaufführung am hannoverschen Boulevardtheater Schauburg 1921 wurde Lingens schauspielerisches Talent entdeckt. Als Künstlernamen wählte er den Namen der Geburtsstadt seines Vaters, Lingen. 1922 spielte er am Residenztheater Hannover, 1923 in Halberstadt, 1924 in Münster und Bad Oeynhausen, 1926 in Recklinghausen. Auf der Bühne erwarb er sich früh den Ruf eines Charakterkomikers, dessen virtuos-marionettenhafte Pointenarbeit bewundert wurde.
1928 heiratete er die frühere Ehefrau Bertolt Brechts, die Mezzosopranistin Marianne Zoff. Er spielte 1929 in Frankfurt am Main den Herrn Macheath in der zweiten Inszenierung von Brechts Die Dreigroschenoper. Er wurde daraufhin nach Berlin geholt, um die Rolle auch in der noch immer mit großem Erfolg laufenden Ur-Inszenierung zu übernehmen. 1930 debütierte er im Film Dolly macht Karriere. Im selben Jahr spielte Lingen eine Rolle in Das Flötenkonzert von Sans-souci. Der Filmregisseur Fritz Lang war von Lingens Qualitäten ebenfalls überzeugt: In M (1931) und Das Testament des Dr. Mabuse (1933) beeindruckte Lingen in ernsten Rollen.
Dem breiten Publikum wurde Lingen jedoch vor allem als Filmkomiker bekannt. Insgesamt wirkte er ab 1929 (erste Leinwandrolle in Ins Blaue hinein) in mehr als 200 Filmen mit. Nach 1933 übernahm er ausschließlich komische Rollen. Zusammen mit Hans Moser bildete er in zahlreichen Filmen ein ungleiches Komikerpaar. Auch in Filmen mit Heinz Rühmann war er häufig ein wichtiger Nebendarsteller. Seine näselnde Stimme war sein Markenzeichen.
Da seine Frau jüdischer Herkunft war und er daher bei den Nationalsozialisten als „jüdisch versippt“ galt, was normalerweise ein Berufsverbot bewirkte, spielte Lingen mit dem Gedanken, ins Exil zu gehen. Aber dank seiner Popularität erhielt er eine Sondergenehmigung und konnte weiter auftreten. Lingen stand 1944 in der „Gottbegnadeten-Liste“ des Reichsministeriums für Volksaufklärung und Propaganda.
Von 1939 bis 1960 lebte er mit Unterbrechungen in Strobl am Wolfgangsee bei Salzburg. 1944 verlegte er seinen Wohnsitz nach Wien, wo er über Paul Hörbiger Kontakt zu einer Widerstandszelle knüpfte. Anfang 1945 zog er sich nach Strobl zurück. Dort wurde er im Juni 1945 aber nicht, wie gelegentlich irrtümlich berichtet wird, zum Ersten Bürgermeister gewählt. 1946 erwarb er die österreichische Staatsangehörigkeit.
Ab 1948 wirkte er als Charakterdarsteller am Wiener Burgtheater. Als Gast war er auch auf bundesdeutschen Theaterbühnen zu sehen. So spielte er ab 1951 am Renaissance-Theater in Berlin. Berühmt wurden seine Verkörperungen spießbürgerlicher Figuren in Komödien von Carl Sternheim unter der Regie von Rudolf Noelte. Seinen letzten Theaterauftritt absolvierte er am 30. Dezember 1971 an der Hamburgischen Staatsoper als Styx in Orpheus in der Unterwelt.
Beim Film führte Lingen gelegentlich selbst Regie, erstmals 1936 in der vierteiligen Eulenspiegel-Kurzfilm-Serie, später beispielsweise 1955 bei der Verwechslungskomödie Die Wirtin zur Goldenen Krone. Der privat als ernst, in sich gekehrt und belesen geschilderte Lingen schrieb das 1942 erschienene Lustspiel Johann, das mit ihm selbst in einer Doppelrolle von R. A. Stemmle verfilmt wurde, und außerdem den Erzählband Das kann doch nicht wahr sein.

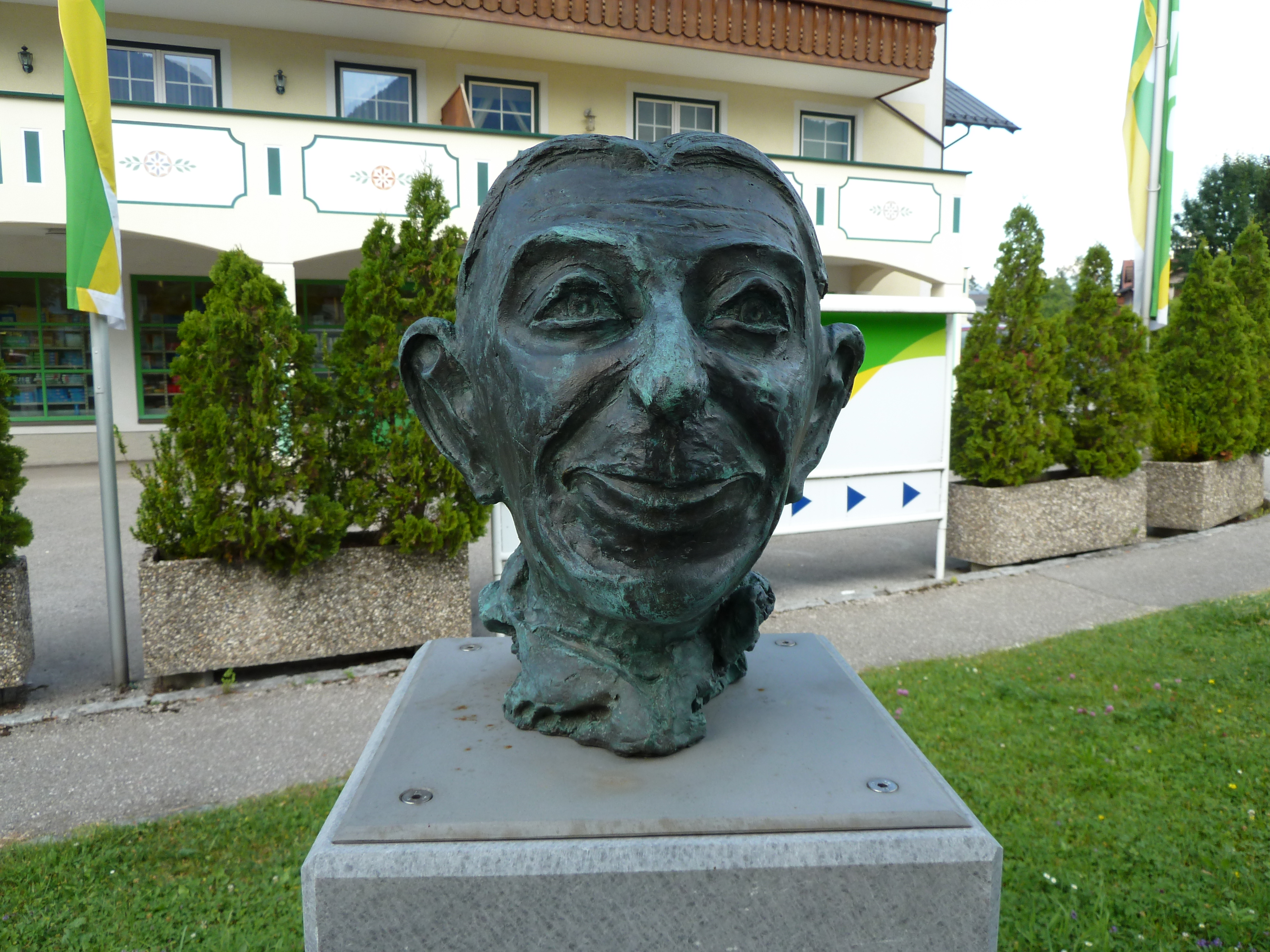
Büste in Strobl am dortigen Theo-Lingen-Platz

Ende der 1950er Jahre spielte Lingen in den ersten beiden Karl-May-Farbfilmen Die Sklavenkarawane und Der Löwe von Babylon die Rolle des Sir David Lindsay. Dabei wandelte er sich in seinen Rollen allmählich vom gewitzten Untergebenen zum nervösen Vorgesetzten. In den 1960er und 1970er Jahren sah man ihn häufig in Comedyserien wie Klimbim, in Filmklamotten wie Die Lümmel von der ersten Bank und in der Neuverfilmung der Feuerzangenbowle.
Von Oktober 1963 bis Januar 1964 war Theo Lingen in der sechsteiligen Fernsehserie Das alte Hotel zu sehen, die donnerstags im Regionalprogramm vom NDR ausgestrahlt wurde. Er spielte dort in der Hauptrolle den Studienrat Sesselbein, der in Wien ein schlecht laufendes Hotel geerbt hat. Gegen Ende seiner Karriere trat Lingen auch wieder in ernsten Rollen auf, so etwa als Sergeant Cuff in der Fernsehverfilmung von Wilkie Collins’ Der Monddiamant (1973).
1975 und 1976 moderierte er mit Hans Rosenthal die Shows Schlagerfestival 1925 und Schlagerfestival 1926. Darin präsentierten sie Hits, die jeweils genau 50 Jahre zuvor aktuell gewesen waren, daneben Witze aus diesen Jahren. Außerdem berichtete Lingen über interessante Ereignisse dieser Zeit.
Von September 1975 bis kurz vor seinem Tod moderierte er die Sendereihe Lachen Sie mit Stan und Ollie im ZDF, in der er weitgehend ungekürzte Filme des Komikerduos Laurel und Hardy ankündigte und Leben und Filmschaffen von Stan Laurel und Oliver Hardy schilderte. Die Anmoderationen sind zu einem großen Teil auch auf den DVDs mit den beiden Komikern enthalten.

## Tod und Nachleben

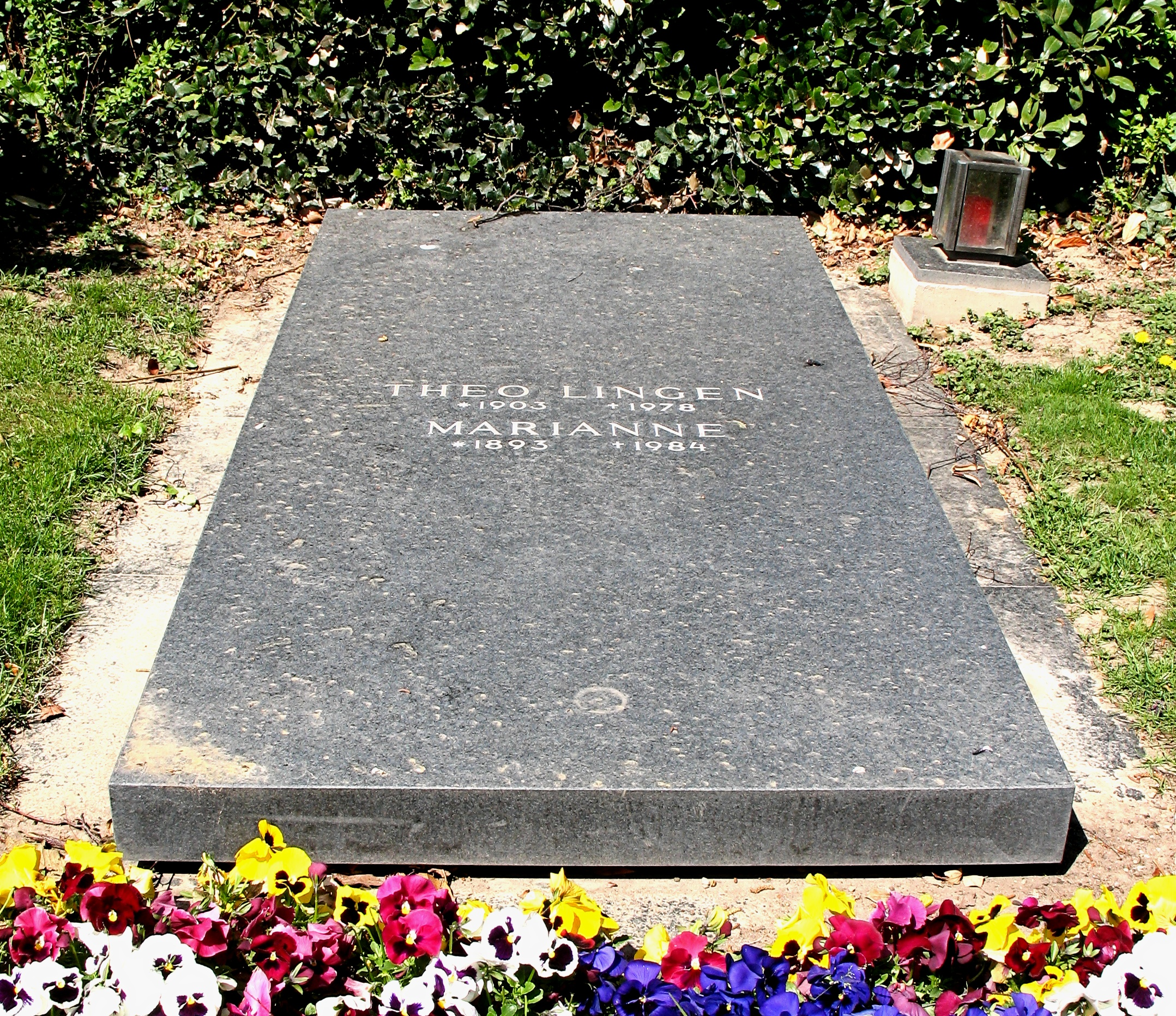
Ehrengrab von Theo Lingen auf dem Wiener Zentralfriedhof

Lingen kollabierte im Oktober 1978 infolge einer Krebserkrankung und starb am 10. November 1978 im Alter von 75 Jahren in einem Krankenhaus in Wien. Die Stadt widmete ihm, dem Wahl-Wiener, ein Ehrengrab auf dem Wiener Zentralfriedhof (Gruppe 32 C, Nummer 46). Auf seiner Grabplatte stand aus unbekanntem Grund als Sterbejahr 1979; dies wurde im Frühjahr 2012 korrigiert.
Lingens schriftlicher Nachlass befindet sich im Archiv der Akademie der Künste in Berlin. 2006 widmete die Gemeinde Strobl dem Schauspieler eine von der Künstlerin Eva Mazzucco gestaltete Skulptur, die auf dem nach ihm benannten Theo-Lingen-Platz aufgestellt wurde. In Lingen, dem Wohnort seiner Eltern, wurde 2007 ein neu geschaffener Platz nach ihm benannt. Seine Tochter, Ursula Lingen (1929–2014), war ebenfalls Schauspielerin.
Lingen stand Pate für den bei Medizinstudenten beliebten Merkspruch für die Abgänge der Arteria carotis externa: „Theo Lingen fabriziert phantastisch starke Ochsenschwanzsuppe aus toten Mäusen.“

## Werke
- Johann. Lustspiel in 3 Akten. Ahn & Simrock, Berlin 1942. – Als Manuskript gedruckt
- Ich über mich. Interview eines Schauspielers mit sich selbst. Velber (Friedrich-Verlag) 1963, 76 Seiten
- Theophanes. Hörspiel (Komödie); Regie: Walter Jokisch. Radio Bremen, 1949.
- Eine Minute vor sieben. Krimihörspiel; Regie: Heinz-Günter Stamm. Bayerischer Rundfunk, München 1972 – Mehrfach gesendet.
- Fein gegen Fein. Hörspiel in Briefen; Regie: Heinz-Günter Stamm. Bayerischer Rundfunk, München 1974.
- Kidnapping. Krimihörspiel; Regie: Heinz-Günter Stamm. Bayerischer Rundfunk, München 1974 – Mehrfach gesendet.

## Filmografie (Auswahl)

### Filme
- 1929: Ins Blaue hinein (Kurzfilm)
- 1930: Das Flötenkonzert von Sans-souci
- 1930: Die große Sehnsucht
- 1930: Dolly macht Karriere
- 1930: Zwei Krawatten
- 1931: M
- 1931: Mann ist Mann (Kurzfilm)
- 1931: Meine Frau, die Hochstaplerin
- 1931: Nie wieder Liebe
- 1931: Ronny
- 1931: Die Firma heiratet
- 1932: Friederike
- 1932: Der Orlow
- 1932: Die Gräfin von Monte Christo
- 1932: Der große Bluff
- 1932: Zwei himmelblaue Augen
- 1932: Der Frauendiplomat
- 1932: Moderne Mitgift
- 1932: Das Testament des Cornelius Gulden
- 1932: Flucht nach Nizza
- 1932: Eine Stadt steht Kopf
- 1932: Ein toller Einfall
- 1932: Zigeuner der Nacht
- 1932: Nur ein Viertelstündchen (Kurzfilm)
- 1932: Mein Name ist Lampe (Kurzfilm)
- 1932: Im Bann des Eulenspiegels
- 1933: So ein Mädel vergißt man nicht
- 1933: Das Testament des Dr. Mabuse
- 1933: Ein Unsichtbarer geht durch die Stadt
- 1933: Ihre Durchlaucht, die Verkäuferin
- 1933: Gipfelstürmer
- 1933: Walzerkrieg
- 1933: Keine Angst vor Liebe
- 1933: Liebe muß verstanden sein
- 1933: Der Jäger aus Kurpfalz
- 1933: Zwei im Sonnenschein
- 1933: Die Goldgrube (Kurzfilm)
- 1933: Die Blumenmädchen vom Grand-Hotel
- 1933: Das Lied vom Glück
- 1933: Die kleine Schwindlerin
- 1933: Höllentempo
- 1933: Marion, das gehört sich nicht
- 1933: Kleiner Mann – was nun?
- 1933: Kleines Mädel – großes Glück
- 1933: Wie werde ich energisch? (Kurzfilm)
- 1933: Welle 4711 (Kurzfilm)
- 1933: Gutgehendes Geschäft zu verkaufen (Kurzfilm)
- 1933: …und wer küßt mich?
- 1933: Meine Frau – seine Frau (Kurzfilm)
- 1934: Konjunkturritter
- 1934: Ein Walzer für dich
- 1934: Der Doppelgänger
- 1934: … heute Abend bei mir
- 1934: Die Finanzen des Großherzogs
- 1934: Gern hab’ ich die Frau’n geküßt
- 1934: Der verlorene Sohn
- 1934: Ich kenn’ Dich nicht und liebe Dich
- 1934: Herr oder Diener (Kurzfilm)
- 1934: Mein Herz ruft nach Dir
- 1934: Liebe dumme Mama
- 1934: Ein Mädel wirbelt durch die Welt
- 1934: Schön ist es, verliebt zu sein
- 1934: Csibi, der Fratz
- 1934: Ich sehne mich nach dir
- 1934: Ich heirate meine Frau
- 1934: Ihr größter Erfolg
- 1934: Die Abschieds-Symphonie (Kurzfilm)
- 1934: Schlagerpartie (Kurzfilm)
- 1935: Der Himmel auf Erden
- 1935: Ich liebe alle Frauen
- 1935: Wer wagt – gewinnt
- 1935: Der Ammenkönig
- 1935: Ein falscher Fuffziger
- 1935: Frühjahrsparade
- 1935: Das Einmaleins der Liebe
- 1935: Winternachtstraum
- 1935: Petersburger Nächte. Walzer an der Newa
- 1935: Held einer Nacht
- 1935: Im weißen Rößl
- 1935: Der Schlafwagenkontrolleur
- 1935: Die Katz’ im Sack
- 1936: Der Kurier des Zaren
- 1936: Ungeküßt soll man nicht schlafen geh’n (Wer zuletzt küßt…)
- 1936: Alles für Veronika (Fräulein Veronika)
- 1936: Es geht um mein Leben
- 1936: Der verkannte Lebemann
- 1936: Ein Hochzeitstraum
- 1936: Die Entführung
- 1936: Im Sonnenschein (Opernring)
- 1936: Till Eulenspiegel (auch Regie)
- 1937: Premiere
- 1937: Zauber der Bohème
- 1937: Der Mann, von dem man spricht
- 1938: Der Tiger von Eschnapur
- 1938: Das indische Grabmal
- 1938: Immer, wenn ich glücklich bin
- 1938: Tanz auf dem Vulkan
- 1938: Diskretion – Ehrensache
- 1938: Die unruhigen Mädchen (Finale)
- 1939: Marguerite: 3 (auch Regie)
- 1939: Opernball
- 1939: Das Abenteuer geht weiter
- 1939: Hochzeitsreise zu dritt
- 1940: Herz modern möbliert (auch Regie)
- 1940: Rosen in Tirol
- 1940: Das Fräulein von Barnhelm
- 1940: Sieben Jahre Pech
- 1940: Ihr Privatsekretär
- 1940: Was wird hier gespielt?
- 1941: Hauptsache glücklich (Regie)
- 1941: Dreimal Hochzeit
- 1941: Was geschah in dieser Nacht? (auch Regie)
- 1941: Frau Luna (auch Regie)
- 1942: Wiener Blut
- 1942: Sieben Jahre Glück
- 1942: Liebeskomödie (auch Regie)
- 1943: Tolle Nacht (auch Regie)
- 1943: Johann
- 1943: Das Lied der Nachtigall (auch Regie und Drehbuch)
- 1944: Es fing so harmlos an (auch Regie und Drehbuch)
- 1944/49: Philine (auch Regie)
- 1944/49: Liebesheirat (auch Regie und Drehbuch)
- 1944/50: Glück muß man haben (auch Regie)
- 1947: Wiener Melodien (Regie)
- 1948: Hin und her (auch Regie und Drehbuch)
- 1949: Um eine Nasenlänge
- 1950: Jetzt schlägt’s 13 (Es schlägt 13)
- 1950: Der Theodor im Fußballtor
- 1951: Hilfe, ich bin unsichtbar!
- 1951: Durch Dick und Dünn (auch Regie und Drehbuch)
- 1952: Wir werden das Kind schon schaukeln (Schäm dich, Brigitte)
- 1952: Die Diebin von Bagdad
- 1952: Heidi
- 1953: Die vertagte Hochzeitsnacht
- 1953: Heimlich, still und leise
- 1953: Hurra – ein Junge!
- 1955: Heidi und Peter
- 1955: Wenn die Alpenrosen blüh’n, Regie Richard Häussler
- 1955: Wie werde ich Filmstar? (auch Regie)
- 1955: Die Wirtin zur Goldenen Krone (auch Regie)
- 1956: …und wer küßt mich? (Ein Herz und eine Seele)
- 1956: Meine Tante – deine Tante
- 1956: Das Liebesleben des schönen Franz
- 1956: Opernball
- 1956: Wo die Lerche singt
- 1956: Der Mustergatte
- 1956: August der Halbstarke
- 1957: Vater macht Karriere
- 1957: Die Unschuld vom Lande
- 1957: Mit Rosen fängt die Liebe an
- 1957: Egon, der Frauenheld
- 1957: Drei Mann auf einem Pferd
- 1957: Die Beine von Dolores
- 1957: Almenrausch und Edelweiß
- 1957: Familie Schimek
- 1958: Ein Lied geht um die Welt
- 1958: Was ihr wollt
- 1958: Die Sklavenkarawane
- 1958: Im Prater blüh’n wieder die Bäume
- 1958: Eine Reise ins Glück
- 1959: Der Löwe von Babylon
- 1959: Die Gans von Sedan
- 1959: Die Nacht vor der Premiere
- 1960: Pension Schöller
- 1960: Der Teufel hat gut lachen
- 1960: Eine Frau fürs ganze Leben
- 1961: Bei Pichler stimmt die Kasse nicht (auch Co-Drehbuch)
- 1963: Der Musterknabe
- 1964: Tonio Kröger
- 1965: Die fromme Helene
- 1965: Don Juan oder Die Liebe zur Geometrie
- 1967: Das große Glück
- 1967: Die Heiden von Kummerow und ihre lustigen Streiche
- 1968: Zur Hölle mit den Paukern
- 1968: Zum Teufel mit der Penne
- 1969: Christoph Kolumbus oder Die Entdeckung Amerikas
- 1969: Pepe, der Paukerschreck
- 1969: Hurra, die Schule brennt!
- 1970: Wer zuletzt lacht, lacht am besten
- 1970: Wir hau’n die Pauker in die Pfanne
- 1970: Die Feuerzangenbowle
- 1971: Tante Trude aus Buxtehude
- 1971: Morgen fällt die Schule aus
- 1971: Hilfe, die Verwandten kommen
- 1971: Wenn mein Schätzchen auf die Pauke haut
- 1971: Die tollen Tanten schlagen zu
- 1972: Betragen ungenügend!
- 1972: Hauptsache Ferien
- 1972: Immer Ärger mit Hochwürden
- 1975: Der Geheimnisträger
- 1975/78: Lady Dracula

### Fernsehserien
- 1963: Das alte Hotel
- 1967–1968: Die Witzakademie
- 1968–1970: Donaugeschichten
- 1974: Die Powenzbande
- 1974: Der Monddiamant
- 1975: Hoftheater
- 1975: Beschlossen und verkündet
- 1976: Klimbim
- 1977: Pariser Geschichten
- 1978: Zwei himmlische Töchter
- 1980: Unsere heile Welt (1977 gedreht und am 3. August 1980 im ZDF erstausgestrahlt)

## Hörspiele
- 1949: Theo – Regie: Kurt Wilhelm
- 1950: Ein Sommernachtstraum (nach William Shakespeare) – Regie: Heinz-Günter Stamm
- 1953: Romanze in Doll – Regie: Hanns Korngiebel
- 1953: Der Apollo von Bellac – Regie: Heinz-Günter Stamm
- 1953: Eins, zwei, drei – Regie: Peter Hamel
- 1954: Rendez-vous mit dem Erfolg – Regie: Peter Hamel
- 1954: Minna von Barnhelm (nach Gotthold Ephraim Lessing) – Regie: Willi Schmidt
- 1959: Seien Sie versichert (Sie können versichert sein) – Regie: Peter Hamel
- 1962: Lily Dafon – Eine Pariser Komödie – Regie: Heinz-Günter Stamm
- 1963: Memoiren eines Butlers – Regie: Heinz-Günter Stamm
- 1964: Brave Diebe – Regie: Heinz-Günter Stamm
- 1965: Duell um Aimée – Regie: Heinz-Günter Stamm
- 1972: Eine Minute vor sieben (auch Autor) – Regie: Heinz-Günter Stamm
- 1974: Fein gegen Fein (auch Autor) – Regie: Heinz-Günter Stamm
- 1974: Kidnapping (auch Autor) – Regie: Heinz Günter Stamm

## Filmdokumentationen
- Theo Lingen – „Komiker wurde ich nur aus Versehen“. Deutsche TV-Dokumentation (1999) von Dagmar Wittmers, 44 Minuten.